# B-SAD
B-SAD – portugalski klub sportowy z siedzibą w Lizbonie założony 30 czerwca 2018, po odłączeniu sekcji piłkarskiej od klubu CF Os Belenenses.

## Historia
Ze względu na wymogi Portugalskiej Federacji Piłkarskiej, klub piłkarski CF Os Belenenses utworzył SAD (portugalski odpowiednik polskiego S.S.A. − Sportowej Spółki Akcyjnej) w 1999 roku, aby prowadzić profesjonalną sekcję piłki nożnej. W 2012 roku, kiedy zarówno klub, jak i SAD stanęły w obliczu ogromnych kłopotów finansowych, członkowie klubu zagłosowali za sprzedażą 51% udziałów SAD inwestorowi, firmie Codecity, na czele której stoi Rui Pedro Soares. Oprócz zakupu akcji zawarto umowę, w ramach której klub założycielski zachował specjalne przywileje, takie jak prawo weta wobec niektórych decyzji inwestorów oraz prawo do odkupienia akcji. Uzgodniono również protokół, który reguluje relacje pomiędzy klubem, a SAD.
W międzyczasie Codecity rozwiązało umowę, zarzucając klubowi naruszenie jej zasad. W 2017 roku Sąd Arbitrażowy ds. Sportu uznał wypowiedzenie umowy za ważne. Klub stracił możliwość odzyskania 51% akcji SAD, jeśli chciałby odzyskać kontrolę nad sekcją piłki nożnej.
W obliczu narastających napięć między klubem, a SAD, protokół regulujący relacje między oboma podmiotami wygasł 30 czerwca 2018 roku, kończąc wszelkie powiązania. Obejmowało to korzystanie z Estádio do Restelo (własność klubu) przez drużynę SAD. W ten sposób narodził się Belenenses SAD − autonomiczny klub piłkarski założony 30 czerwca 2018 roku, po odłączeniu sekcji od historycznego klubu. Zespół dołączył do Lizbońskiego Związku Piłki Nożnej jako członek numer 1198.
Historyczne osiągnięcia CF Os Belenenses, takie jak mistrzostwo Portugalii z sezonu 1945/46, trzy Puchary Portugalii i trzy Mistrzostwa Portugalii przed reformacją, należą wyłącznie do klubu, ponieważ zostały zdobyte przed utworzeniem SAD w 1999 roku. Historyczny klub utworzył własną drużynę piłkarską, która gra w ligach regionalnych w Lizbonie.
Belenenses SAD zajął miejsce klubu w Primeira Liga. Biorąc pod uwagę, że Estádio do Restelo jest własnością klubu, B-SAD został bez własnego stadionu. W rezultacie B-SAD zaczął rozgrywać swoje mecze na Estádio Nacional w Oeiras, płacąc państwu czynsz za użytkowanie. W lutym 2019 roku, z powodu tymczasowej niedostępności stadionu, B-SAD wynajął Estádio do Bonfim w Setúbal, w celu rozegrania dwóch meczów domowych. Mecz u siebie przeciwko Moreirense FC rozegrany 4 lutego obejrzało 298 widzów, co stanowi najniższy wynik w historii ligi.
29 października 2018 decyzją sądu ds. własności intelektualnej, Belenenses SAD dostało zakaz używania nazwy, herbu i symboli oryginalnego klubu CF Os Belenenses. W związku z tym, po zatwierdzeniu decyzji sądu, w dniu 11 marca 2019 klub przedstawił nowy herb oraz został przemianowany na B-SAD.

### Historia nazw
- 30 czerwca 2018—10 marca 2019: Belenenses SAD
- od 11 marca 2019: B-SAD

## Występy w lidze i pucharze
| Sezon   | Poz. | Roz. | Z  | R  | P  | GZ | GS | Pkt. | Puchar kraju  | Puchar ligi      | Europa |
| ------- | ---- | ---- | -- | -- | -- | -- | -- | ---- | ------------- | ---------------- | ------ |
| 2018/19 | 9    | 34   | 10 | 13 | 11 | 42 | 51 | 43   | Czwarta runda | Trzecia runda    | −      |
| 2019/20 | 15   | 34   | 9  | 8  | 17 | 27 | 54 | 35   | Czwarta runda | Druga runda      | −      |
| 2020/21 | 10   | 34   | 9  | 13 | 12 | 25 | 35 | 40   | 1/4 finału    | nie uczestniczył | −      |
| 2021/22 | 18   | 34   | 5  | 11 | 18 | 23 | 55 | 26   | 1/8 finału    | Pierwsza runda   | −      |
| 2022/23 | 16   | 34   | 9  | 8  | 17 | 41 | 59 | 35   | 1/4 finału    | Faza grupowa     | −      |

## Obecny skład
Stan na 7 sierpnia 2020
| Nr | Poz. | Piłkarz                               |
| -- | ---- | ------------------------------------- |
| 1  | BR   | André Moreira                         |
| 2  | OB   | Diogo Calila                          |
| 3  | OB   | Luca van der Gaag                     |
| 4  | OB   | Tomás Ribeiro                         |
| 5  | OB   | Rúben Lima                            |
| 6  | PO   | Bruno Ramires                         |
| 7  | NA   | Edi Semedo                            |
| 8  | PO   | Cauê                                  |
| 9  | NA   | Mateo Cassierra                       |
| 10 | NA   | Silvestre Varela                      |
| 11 | PO   | Miguel Cardoso (wyp. z Dinamo Moskwa) |
| 12 | BR   | João Monteiro                         |
| 13 | PO   | Tiago Esgaio                          |
| 14 | OB   | Danny Henriques                       |
| 15 | PO   | Sphephelo Sithole                     |
| 16 | OB   | Samir Banjai                          |
| 17 | NA   | Robinho                               |
| 19 | PO   | Francisco Teixeira                    |
| 20 | PO   | Afonso Taira                          |

| Nr | Poz. | Piłkarz            |
| -- | ---- | ------------------ |
| 21 | PO   | Cafú Phete         |
| 22 | NA   | Richard            |
| 23 | BR   | Stanisław Kriciuk  |
| 24 | BR   | Guilherme Oliveira |
| 25 | OB   | Nilton Varela      |
| 26 | OB   | Henrique           |
| 27 | OB   | Chima Akas         |
| 28 | PO   | Afonso Sousa       |
| 29 | PO   | Tomás Castro       |
| 31 | PO   | César Sousa        |
| 33 | OB   | Luís Silva         |
| 36 | PO   | Braima Sambú       |
| 37 | OB   | Gonçalo Silva      |
| 38 | NA   | Gonçalo Agrelos    |
| 41 | NA   | Hugo Caeiro        |
| 44 | OB   | Eduardo Kau        |
| 45 | NA   | Dieguinho          |
| 34 | OB   | André Lopes        |